# Joachim Lilla
Joachim Théodore Lilla (né le 31 mars 1951 à Datteln et mort le 23 mai 2020 à Krefeld) est un historien et archiviste allemand.

## Biographie
Lilla termine ses études d'histoire et de journalisme à l'Université de la Ruhr à Bochum en tant que Magister. À partir de 1975, il travaille comme archiviste aux archives principales de l'État (de) à Düsseldorf et aux archives de la ville de Neuss (de), à partir de 1980 en tant que conférencier à la Chambre de commerce ouest-allemande à Düsseldorf. À partir de 1991, il est employé par les archives de la ville de Krefeld (de). Il s'est fait un nom en tant qu'auteur d'ouvrages biographiques de référence sur le parlementarisme et l'administration en Allemagne aux XIXe et XXe siècles.
Ses encyclopédies personnelles fournissent généralement de courtes biographies pour quelques centaines de personnes, préparées selon un schéma uniforme. Ils fournissent des informations sur les dates et les postes de la vie, la dénomination, les diplômes universitaires, les fonctions publiques et les adhésions aux partis, les publications et - si disponible - la localisation de l'héritage de la personne représentée. Il n'y a pas d'évaluation critique basée sur des critères historiques. La sélection des personnes à présenter est généralement basée sur leur appartenance (ou l'atteinte d'un certain rang) dans une certaine société (par exemple « Les députés du Reichstag au temps du national-socialisme », « Les membres du Parlement de Bavière entre 1919 et 1933 », « Les hauts fonctionnaires de l'administration rhénane »), dont chaque ouvrage entend donner une vue d'ensemble. Conformément au concept de « biographie collective », la majeure partie des biographies individuelles est généralement complétée par un rapport de recherche dans lequel les parallèles entre les différents vitae individuels sont mis en évidence et les conclusions qui peuvent être tirées de certains modèles observables (par exemple origine cumulée disproportionnée d'une certaine zone géographique, cumul d'une certaine situation de formation professionnelle ou de socialisation, telle que l'appartenance à un corps de volontaires, avec les membres de l'institution examinée, etc.).
En 2006, Lilla est nommé membre du cercle de Brauweiler pour l'histoire régionale et contemporaine (de) et en 2007 de la Société d'histoire rhénane.

## Publications (sélection)

### Lexiques de personnes
- Krefelder Abgeordnete. Abgeordnete aus Krefeld in überörtlichen Parlamenten unter besonderer Berücksichtigung des Deutschen Bundestages. Stadtarchiv Krefeld 2000  (ISBN 3-9806517-3-8).
- Die stellvertretenden Gauleiter und die Vertretung der Gauleiter der NSDAP im „Dritten Reich“. NW Verlag, Bremerhaven 2003  (ISBN 3-86509-020-6).
- Leitende Verwaltungsbeamte und Funktionsträger in Westfalen und Lippe (1918 bis 1945/46). Biographisches Handbuch. Aschendorff, Münster 2004  (ISBN 3-402-06799-4).
- Statisten in Uniform: Die Mitglieder des Reichstags 1933–1945. Ein biographisches Handbuch unter Einbeziehung der völkischen und nationalsozialistischen Reichstagsabgeordneten ab 1924. Unter Mitarbeit von Martin Döring und Andreas Schulz. Droste, Düsseldorf 2004  (ISBN 3-7700-5254-4). Rezension: Dieter Pohl: Joachim Lilla (Bearb.): Statisten in Uniform. Rezension in: Sehepunkte 4, 2004, Nr. 5 vom 15. Mai 2004.
- Der preußische Staatsrat 1921–1933: ein biographisches Handbuch; mit einer Dokumentation der im „Dritten Reich“ berufenen Staatsräte. (Reihe Handbücher zur Geschichte des Parlamentarismus und der politischen Parteien. Band 13). Droste, Düsseldorf 2005  (ISBN 3-7700-5271-4).
- Der Reichsrat. Vertretung der deutschen Länder bei der Gesetzgebung und Verwaltung des Reichs 1919–1934. Ein biographisches Handbuch. Unter Einbeziehung des Bundesrats November 1918–Februar 1919 und des Staatenausschusses Februar–August 1919. (Reihe Handbücher zur Geschichte des Parlamentarismus und der politischen Parteien. Band 14), Droste, Düsseldorf 2006  (ISBN 3-7700-5279-X).
- Der bayerische Landtag 1918/19 bis 1933, Wahlvorschläge – Zusammensetzung – Biographien (Reihe Materialien zur bayerischen Landesgeschichte. Band 21), Kommission für Bayerische Landesgeschichte, München 2008  (ISBN 978-3-7696-0421-4).
- Der vorläufige Reichswirtschaftsrat 1920 bis 1933/34: Zusammensetzung – Dokumentation – Biographien; unter Einschluß des Wirtschaftsbeirats des Reichspräsidenten 1931 und des Generalrats der Wirtschaft 1933 (Reihe Handbücher zur Geschichte des Parlamentarismus und der politischen Parteien. Band 17), Droste, Düsseldorf 2012  (ISBN 978-3-7700-5303-2).
- Staatsminister, leitende Verwaltungsbeamte und (NS-)Funktionsträger in Bayern 1918 bis 1945, Beta-Version 2012 (online)

### Autres publications de livres
- mit Hans-Joachim Behr und Peter Veddeler: Quellen zur Zeitgeschichte in den staatlichen Archiven Nordrhein-Westfalens. Nichtstaatliches Schriftgut, nichtschriftliches Archivgut, Nationalsozialismus. 1978.
- Gesetz zur Ordnung des Handwerks (Handwerksordnung) … und ergänzende Vorschriften. 1983. (jährlich überarbeitete Ausgaben bis 1989)
- Quellen zu den Krefelder Eingemeindungen unter besonderer Berücksichtigung der kommunalen Neugliederung 1929. Krefeld 1999  (ISBN 3-9802939-5-5).
- Mein Krefeld. Stadtbild Verlag, Leipzig 2003  (ISBN 3-934572-20-0).

### Essais
- Thomas Mann und Carl Jacob Burckhardt. In: Thomas Mann Jahrbuch. Band 17, 2004, S. 163–182.
- Mehr als „that amazing family“. Harold Nicolson und Thomas Mann. In: Thomas Mann Jahrbuch. Band 19, 2006, S. 23–50.